# Fredrik Bjerrehuus
Fredrik Holmquist Bjerrehuus, född 14 januari 1990, är en dansk brottare som tävlade i grekisk-romersk stil.

## Karriär
I september 2019 slutade Bjerrehuus på 5:e plats vid VM i Nur-Sultan efter att han förlorat bronsmatchen i 67 kg-klassen mot serbiska Mate Nemeš. Bjerrehuus kvalificerade sig då för OS i Tokyo och blev två månader senare uttagen i den danska truppen.
Vid OS förlorade han i åttondelsfinalen med 5–1 mot ukrainska Parviz Nasibov. Eftersom Nasibov nådde finalen fick Bjerrehuus tävla i återkvalet för en bronsmedalj, där han dock förlorade första matchen mot ryska Artem Surkov med 7–0 och slutade på totalt 14:e plats. Kort efter slutet på OS meddelade Bjerrehuus att han skulle avsluta sin brottningskarriär efter Nordiska mästerskapet i Herning. I september 2021 vid Nordiska mästerskapet i Herning tog Bjerrehuus sitt tredje NM-guld i karriärens sista tävling.

## Tävlingar
| År   | Tävling               | Ort        | Viktklass | Placering  |
| ---- | --------------------- | ---------- | --------- | ---------- |
| 2006 | Ungdoms-EM            | Istanbul   | 50 kg     | 5:e plats  |
| 2007 | Ungdoms-EM            | Warszawa   | 54 kg     | 7:e plats  |
| 2009 | Junior-EM             | Tbilisi    | 60 kg     | 7:e plats  |
| 2009 | Junior-VM             | Ankara     | 60 kg     | 23:e plats |
| 2010 | Världscupen           | Jerevan    | 60 kg     | 7:e plats  |
| 2010 | Junior-EM             | Samokov    | 60 kg     | 16:e plats |
| 2010 | Junior-VM             | Budapest   | 60 kg     | 5:e plats  |
| 2011 | Nordiska mästerskapet | Tallinn    | 66 kg     | 5:e plats  |
| 2011 | VM                    | Istanbul   | 66 kg     | 40:e plats |
| 2012 | EM                    | Belgrad    | 66 kg     | 24:e plats |
| 2012 | Nordiska mästerskapet | Århus      | 66 kg     | Silver     |
| 2014 | Nordiska mästerskapet | Åbo        | 66 kg     | Brons      |
| 2014 | VM                    | Tasjkent   | 66 kg     | 33:e plats |
| 2015 | Nordiska mästerskapet | Bodø       | 71 kg     | Silver     |
| 2015 | Europeiska spelen     | Baku       | 66 kg     | 9:e plats  |
| 2016 | Nordiska mästerskapet | Tallinn    | 66 kg     | Guld       |
| 2017 | EM                    | Novi Sad   | 66 kg     | 14:e plats |
| 2017 | Nordiska mästerskapet | Panevėžys  | 71 kg     | Guld       |
| 2017 | VM                    | Paris      | 66 kg     | 23:e plats |
| 2018 | EM                    | Kaspijsk   | 67 kg     | 5:e plats  |
| 2018 | VM                    | Budapest   | 67 kg     | 7:e plats  |
| 2019 | EM                    | Bukarest   | 67 kg     | 24:e plats |
| 2019 | VM                    | Nur-Sultan | 67 kg     | 5:e plats  |
| 2021 | EM                    | Warszawa   | 67 kg     | 7:e plats  |
| 2021 | OS                    | Tokyo      | 67 kg     | 14:e plats |
| 2021 | Nordiska mästerskapet | Herning    | 67 kg     | Guld       |